# Chinacla
Chinacla es un municipio del departamento de La Paz en la República de Honduras.

## Toponimia
Chinacla: Su nombre, en la Geografía de Velasco está escrito Xinaela, significa en mexicano: "Abundancia de almácigos". 

## Límites
| Orientación | Límite                           |
| ----------- | -------------------------------- |
| Norte       | Municipio de San José, La Paz    |
| Norte       | Municipio de Santa María, La Paz |
| Sur         | Municipio de Marcala, La Paz     |
| Este        | Municipio de Guajiquiro, La Paz  |
| Este        | Municipio de Opatoro, La Paz     |
| Oeste       | Municipio de Marcala, La Paz     |

Situado en las Montañas de la Sierra, en el lugar llamado Choacapa.

## Historia
Varias familias indígenas formaron una población que se llamó Chinacla, muchos años antes de 1635.
En 1791, en el recuento de población de 1791 ya era cabecera de Curato, estaba un kilómetro cerca de la Aldea de Marcata (hoy Marcala), por desacuerdos con la aldea, se trasladó al lugar de Yucasapa y después a Choacapa donde se radicó hasta la fecha.
En 1869, era un municipio del Círculo de Marcala. Llamada también Chinada, fue la madre de Marcala, San José y Santa María, Santa Elena y Yarula.

## División Política
Aldeas: 8 (2013)
Caseríos: 43 (2013)
| Código | Aldea                  |
| ------ | ---------------------- |
| 120501 | Chinacla               |
| 120502 | El Trapiche            |
| 120503 | La Piedrona            |
| 120504 | Las Pilas              |
| 120505 | Planes de Muyen        |
| 120506 | Portillo del Norte     |
| 120507 | San Marcos de Linderos |
| 120508 | Tierra Colorada        |